# 奧克河
奧克河（法語：Bahr Aouk）是中部非洲國家乍得與中非共和國的河流，發源自蘇丹、中非共和國和乍得三國之間的邊境，為查德與中非共和國兩國的邊界河，最終注入沙里河，河道全長650公里，流域面積103,577平方公里。